# 야생아

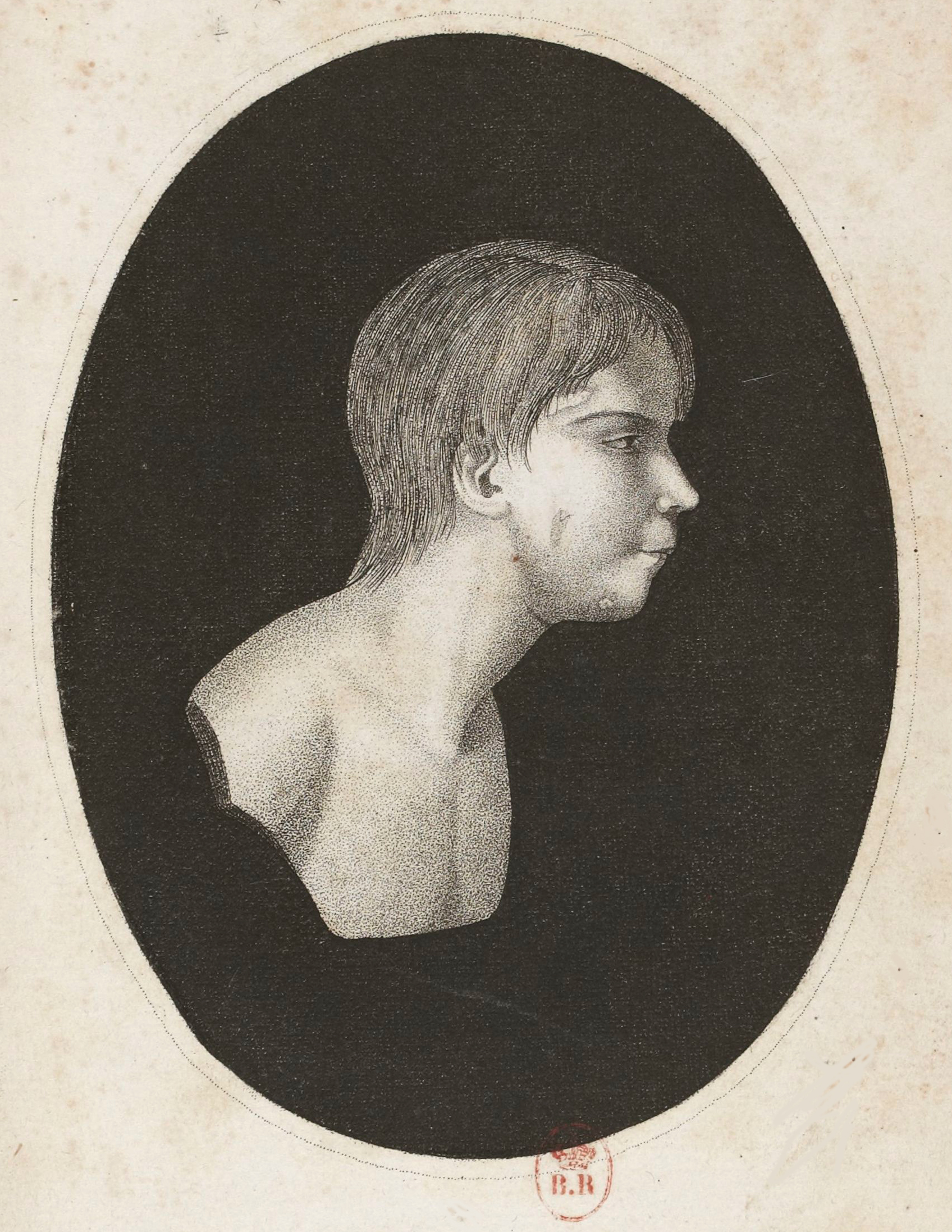

야생아동(野生兒童, feral child)는 어떤 원인에 의해 인간 사회에서 격리된 환경에서 자란 소년, 소녀를 말한다. 매우 어린 나이 때부터 사람과의 접촉 없이 살아온 인간 아이로서, 사람의 보살핌, 사랑, 사회 행동, 필수적으로는 사람의 언어의 경험이 (거의) 없다. 인간 사회에서 격리돼서 동물 사회에서 성장한 아이를 뜻하기도 하는데, 특히 늑대에 의해 성장한 것으로 전해진다. 이 때는 늑대소년, 늑대소녀라고 한다.

## 같이 보기
- 모글리 현상

## 참조
1. ↑  Isolated, confined, wolf and wild children 보관됨 2008-07-09 - 웨이백 머신, FeralChildren.com